# Stefan Schmitt-Rink
Stefan Schmitt-Rink (* 1957 in Wiesbaden; † 5. Mai 1992 in Marburg) war ein deutscher Physiker. Er lieferte bedeutende Beiträge zu mehreren Bereichen der theoretischen Festkörperphysik.

## Werdegang
Schmitt-Rink studierte an der Johann-Wolfgang-Goethe-Universität Frankfurt am Main und schloss das Studium mit einer Diplomarbeit in der Arbeitsgruppe von Hartmut Haug ab. In Haugs Gruppe fertigte er anschließend auch seine Doktorarbeit an, und zwar zum Thema Vielteilcheneffekte in den optischen Spektren von direkten Halbleitern.
Nach einem Gastaufenthalt am Grenobler Forschungszentrum Institut Laue-Langevin im Jahr 1983 war er ab 1985 bei Bell Labs in Murray Hill im US-Bundesstaat New Jersey tätig, zunächst als Postdoktorand, dann als  festangestellter Wissenschaftler.
Im Sommer 1991 wurde er Professor an der Philipps-Universität Marburg, wo er die Nachfolge von Otfried Madelung antrat.
Am 5. Mai 1992 verstarb Stefan Schmitt-Rink 35-jährig in Marburg. Sein Nachfolger auf dem Lehrstuhl für theoretische Festkörperphysik in Marburg wurde im folgenden Jahr Stephan W. Koch.

## Leistungen
In seiner kurzen Karriere veröffentlichte Schmitt-Rink über 100 wissenschaftliche Fachpublikationen, darunter viele gemeinsam mit Experimentalphysikern. 
Schmitt-Rinks Arbeiten betreffen die nichtlinearen optischen Eigenschaften von Halbleitern sowie die Theorie der Hochtemperatur-Supraleiter. Mit seinem älteren Fachkollegen Philippe Nozières veröffentlichte er 1985 einen Ansatz zur Beschreibung von Supraleitern, der heute als Nozières–Schmitt-Rink-Formalismus bekannt ist.
Die von seinem Marburger Kollegen Ernst O. Göbel und seinem ehemaligen Lehrer Hartmut Haug in ihrem Nachruf auf Schmitt-Rink geäußerte Ansicht, dessen „Vorstellungen und Ideen werden viele Gebiete der modernen Festkörperphysik noch über Jahre prägen“, hat sich in den Jahren nach Schmitt-Rinks Tod bestätigt. Viele seiner Publikationen sind noch heute wichtige Referenzen in den entsprechenden Fachgebieten. So sind zwei von Schmitt-Rinks Artikeln zur Supraleitung, darunter der gemeinsam mit Nozières verfasste aus dem Jahr 1985, bisher mehr als 1500-mal zitiert worden, und mehrere Artikel zur Theorie der nichtlinearen optischen Effekte in Halbleitern weisen jeweils zwischen 500 und über 900 Zitierungen auf. Schmitt-Rink hat 2021 einen h-Index von 58 (Web of Science) bzw. 57 (Scopus).

## Ausgewählte Publikationen
- S. Schmitt-Rink: Vielteilcheneffekte in den optischen Spektren von direkten Halbleitern. Dissertation, Frankfurt am Main 1982 (143 S.).
- P. Nozières, S. Schmitt-Rink: Bose condensation in an attractive fermion gas - from weak to strong coupling superconductivity. In: Journal of Low-Temperature Physics. Vol. 59, Nr. 3–4, 1985, S. 195–211, doi:10.1007/BF00683774.
- S. Schmitt-Rink, D. A. B. Miller, D. S. Chemla: Theory of the linear and nonlinear optical-properties of semiconductor microcrystallites. In: Physical Review B. Vol. 35, Nr. 15, 1987, S. 8113–8125, doi:10.1103/PhysRevB.35.8113.
- C. M. Varma, P. B. Littlewood, S. Schmitt-Rink, E. Abrahams, A. E. Ruckenstein: Phenomenology of the normal state of Cu-O high-temperature superconductors. In: Physical Review Letters. Vol. 63, Nr. 18, 1989, S. 1996–1999, doi:10.1103/PhysRevLett.63.1996.
- S. Schmitt-Rink, D. S. Chemla, D. A. B. Miller: Linear and nonlinear optical-properties of semiconductor quantum wells. In: Advances in Physics. Vol. 38, Nr. 2, 1989, S. 89–188, doi:10.1080/00018738900101102.